# Meesiaceae
Meesiaceae, porodica pravih mahovina u redu Splachnales. Sastoji se od pet rodova. Ime je dobila po rodu Meesia

## Rodovi
1. Amblyodon P. Beauv.
2. Leptobryum (Bruch & Schimp.) Wilson
3. Meesia Hedw.
4. Neomeesia Deguchi
5. Paludella Brid.